# Cummins (Australië)
Cummins is een plaats in de Australische deelstaat Zuid-Australië en telt 705 inwoners (2006).